# Paradis amers
Pour plus de détails, voir Fiche technique et Distribution.
Paradis amers est un téléfilm français réalisé par Christian Faure en 2012 tiré du livre Tout doit disparaître.

## Synopsis
Hugo est issu d'une famille de professeurs expatriés. Mayotte est sa nouvelle destination et il y découvre la difficulté de vivre en étant blanc : les bidonvilles, la chaleur, la façon d'appréhender le monde, les relations amoureuses.

## Fiche technique
- Titre original : Paradis amers
- Réalisation : Christian Faure
- Scénario : Sandro Agénor, Mikaël Ollivier
- Musique : Charles Court
- Directeur de la Photographie : Jean-Pierre Hervé
- Monteur : Jean-Daniel Fernandez-Qundez
- Sociétés de production : Eloa Prod, Be-Films, avec la participation de France Télévisions, Arte France, TV5 Monde et Canal+ Overseas
- Pays d'origine :  France
- Langue d'origine : français
- Durée : 90 minutes
- Genre : Drame
- Date de diffusion : 15 janvier 2014 sur France 2

## Distribution
Sauf indication contraire, les informations mentionnées dans cette section peuvent être confirmées par la base de données cinématographiques IMDb,  présente dans la section « Liens externes ».
- Solal Forte : Hugo
- Isabelle Gélinas : Isabelle, la mère d'Hugo
- Thomas Jouannet : Guillaume, le père d'Hugo
- Michèle Bernier : Françoise
- Maïmouna Toure : Zaïnaba
- Simon André : Pépé
- Noé de Pierpont : Victor
- Éric Viellard : Jean-Marc
- Shirley Bousquet : Aline
- Danièle Denie : Mamie Denise
- Michel Israël : Papy André
- Jaïa Caltagirone : Lydie
- Mona Jabé : Charly
- Élie Theunissen : Nico
- Ambass Ridjali : Le Cadi
- Sitty Saint-Clair : La Mère de Zaïnaba
- Cléry Khedhir : Karim

## Distinctions
- Prix du meilleur scénario pour Mikaël Ollivier et Sandro Agénor au Festival de la fiction TV de La Rochelle 2012[1]

## Lieux de tournage
Les moments où l'action est censée se dérouler en France métropolitaine ont été tournés en Belgique, notamment à Bruxelles : le Mont des Arts dans le centre, le boulevard Industriel et les abords du centre commercial du Cora à Anderlecht, le centre commercial du Basilix pour les scènes des soldes avec la grand-mère, la place de Jamblinne de Meux, etc.